# ルフトハンザドイツ航空540便墜落事故
ルフトハンザドイツ航空540便墜落事故 (Lufthansa Flight 540) は、1974年11月20日にルフトハンザドイツ航空のフランクフルト空港発ヨハネスブルグ国際空港行540便、ボーイング747-100が途中経由地のナイロビ国際空港で墜落した事故である。ボーイング747型機としては初の全損死亡事故となった。

## 事故概要
1974年11月20日の午前7時57分。ルフトハンザ540便（ボーイング 747-130、機体記号 D-ABYB）は途中経由地のナイロビ国際空港を離陸。30 メートル程上昇したもののそれ以上上がる事が出来ないまま、滑走路端から約 1 キロメートル程のサバンナに墜落した。墜落直後に火災が発生したものの、比較的高度が低かった事もあり乗員乗客157人中98人が脱出救助された。
脱出した機長及び乗客の証言によると、離陸直後から機体が振動し始め墜落まで継続した事から失速により墜落した事は判明したものの、原因については機長の証言では判明しなかった。
航空事故調査の慣習に従い調査はケニア政府の指揮にて行なわれたが、ルフトハンザや NTSB(アメリカ国家運輸安全委員会)、FAA(アメリカ連邦航空局)、機体メーカーのボーイング、およびエンジンメーカーであるプラット・アンド・ホイットニー、さらにはこの事故以前に同様のトラブルを経験したブリティッシュ・エアウェイズの技術者も参加する大掛かりなものとなった。

## 事故原因
天候は晴れ・風速 1 メートルで飛行には支障がなかった。また一時は空港周辺に多いハゲワシがエンジンに飛び込んだという疑いも浮上したが、エンジンの残骸調査では痕跡は見つからず否定された。
調査の結果、主翼のフラップは 10 度まで降ろされていたものの、前縁フラップは引っ込んだままになっていた。ナイロビ国際空港はおよそ 1,600 メートルの高地にあり、かつ気温も高かったため空気密度が低かったことも重なり、充分な揚力が得られずに墜落した事が判明した。しかし、フラップと前縁フラップは同一のレバーでの操作となるため正常な状態では起こりえない。

### フラップの作動機構について
主フラップと前縁フラップは同一レバーで操作するが、動力は主フラップが油圧に対して前縁フラップは空気圧で作動するという違いがあり、空気圧源は、エンジン起動前は補助動力装置 (APU) の抽気 (bleed air)、エンジン起動後は主エンジンからの抽気という違いがある。さらに、APU からの抽気は主エンジンを起動する際の動力としても使用しているため、抽気配管は主エンジンからと APU からの接合箇所にパイロンバルブが挿入されている。
フラップ作動までの手順は、ボーイング社での原設計では
1. 乗務員がエンジンスターターのスイッチを入れる
2. パイロンバルブが主エンジン側に「開」。 APU からの抽気がエンジンスターターに送り込まれ、主エンジン起動。
3. エンジン作動により主エンジンの抽気がフラップの動力源となる。

となっていた。しかし、エンジン起動時に APU の抽気が主エンジンに逆流するために主エンジンの効率を落とすなどの問題が発生した。このため航空会社はボーイングに APU の抽気が逆流しないよう対策を求めた。ルフトハンザやブリティッシュ・エアウェイズなどの場合は、
1. エンジン起動前、航空機関士がパイロンバルブのコックを「閉」とする。
2. 機長がエンジンスターターのスイッチを入れると、自動的にパイロンバルブが「開」。
3. エンジンスターターのスイッチから手を離すと同時に、自動的にパイロンバルブが「閉」（これによって APU からの逆流を最小限にする）。
4. 航空機関士が主エンジンの出力が上がったのを確認して、手動でパイロンバルブを「開」く。

というシステムに改修した。
ちなみに他社では配管内に逆止弁を設ける事によって、APU の抽気が逆流しないようにする方法をとっている。

### 残骸調査の結果
残骸調査の結果、全てのエンジンのパイロンバルブのコックは「閉」の状態となっていた。当時コックを「閉」とする理由がなかった事、墜落の衝撃によって全てのコックが「閉」の位置に動いた可能性がなかった事から、航空機関士がパイロンバルブを開くのを忘れたと見られている。
さらに警報システムにも問題があり、前縁フラップの作動状態を「青」（正常に降りている）・「黄」（途中まで降りている）の二種類のランプが点灯し、前縁フラップが出ていない状態では全くランプが点灯しないというロジックとなっていた。離陸・着陸時以外には前縁フラップは使用しないため、不使用時に「赤」が点灯するシステムとすると飛行中は点灯したままの状態となり乗務員の負担になりやすい事から採用されたロジックであったが、『前縁フラップが出ていない = 不点灯』が見落としにつながり（さらに遠因として朝の陽光が操縦室に差し込み、ランプ識別をしにくくしていた。）、それを知らない機長は離陸を開始して失速、墜落に至ったとされた。

### 事故以前の経過
ナイロビでの墜落事故以前に BOAC（ブリティッシュ・エアウェイズの前身）では類似のトラブルを起こしていた。
1972年8月12日、ヒースロー空港で前縁フラップを引っ込めたまま離陸。このときは離陸速度が充分に出ていた事から失速を免れ、無事に離陸する事が出来たが、その後も前縁フラップを引っ込めたまま離陸した例が 5 件、離陸する前に気付いた例が 1 件と相次いだため、BOAC ではボーイングと協力して離陸時に前縁フラップが出ていないときには『警報音』が鳴るシステムを開発した。
ボーイングではヒースロー空港でのトラブルの後、各航空会社に『離陸前に前縁フラップが正しく出ているかどうか確認する』よう通報を出した。しかし、「警報システム」が開発された事については通知していなかった。このためルフトハンザは『前縁フラップの警報システムが開発された事はナイロビの事故まで知らなかった』と不満の意を表明。ヨーロッパのジャーナリズムは『FAA が警報システムの改修を強制的にやらせなかったのはトルコ航空DC-10パリ墜落事故の貨物ドア改修問題の失敗を繰り返したものだ』と批判した。